# 한광중학교
한광중학교(韓光中學校)는 대한민국 경기도 평택시 비전동에 있는 사립 중학교이다.

## 학교 연혁
- 1953년 3월 24일 : 학교법인 한광학원 설립인가
- 1955년 4월 9일 : 한광중학교 설립인가
- 1967년 9월 8일 : 중학교 학칙 변경(남여 공학 폐지)
- 1992년 9월 30일 : 신축교사 1동 준공
- 1998년 10월 30일 : 신축교사 완공 및 특별실 신관 준공
- 2004년 8월 26일 : 한빛도서관 개관
- 2009년 12월 1일 : 제2과학실, 위클래스, 영어전용교실 개설
- 2010년 12월 1일 : 도서관 증축
- 2012년 3월 2일 : 급식소 신축
- 2014년 3월 1일 : 학급 감축(27학급)
- 2015년 2월 2일 : 방송실 개관
- 2022년 9월 1일 : 고석윤 교장 부임
- 2023년 1월 5일 : 제69회 졸업식(272명 졸업) 누적 총 졸업생 20,600명
- 2023년 3월 2일 : 제71회 입학식(238명 입학)

## 참고 자료
- 한광중학교 - 한국교육학술정보원 학교알리미